# Hesperophantia championi
Hesperophantia championi är en insektsart som först beskrevs av Fowler 1900.  Hesperophantia championi ingår i släktet Hesperophantia och familjen Flatidae. Inga underarter finns listade i Catalogue of Life.